# Арроюш
Арроюш (порт. Arroios; МФА: []) — муніципалітет  в Португалії , на теренах історичної португальської провінції . Належить до  Католицької церкви в Португалії.    Площа муніципалітету — 2,13 км², населення муніципалітету — 31653 ос. (2011); густота населення — 14 860,56 осіб/км²
.  Святковий день муніципалітету — .    Складова статистичного регіону .
Арроюш знаходиться на північ від Санта Марія Майор (порт. Santa Maria Maior) та Сау Вісенте (порт. São Vicente), на схід від Санту Антоніу (порт. Santo António), на південь від Авенидас Новаш (порт. Avenidas Novas) та Арейру (порт. Areeiro) і на захід від Пенья де Франса (порт. Penha de França). Населення в 2011 році становило 31 653.

## Історія
Ця нова парафія була створена адміністративною реформою Лісабону 2012 року, об'єднавши колишні парафії Анжуш, Пена та Сан-Жорже-де-Арройюш.

## Визначні місця
- Палац Бемпоста
- Campo dos Mártires da Pátria
- Лісабонське географічне товариство
- Площа королеви Д. Естефанії
- Praça do Chile;
- Praça do Duque de Saldanha.
- Церква душ Анжуш